# Andreas Billi
Andreas Nader Billi (Róma, 1990. július 11.) olasz ifjúsági Európa-bajnoki ezüstérmes műugró.

## Élete
A 2013-as rostocki műugró-Európa-bajnokság 3 méteres szinkronugrásának döntőjében, Giovanni Tocci oldalán az 5. helyen végzett, míg a műugrás 1 méteres versenyszámának selejtezőjében a 15. helyen végzett, így lemaradt a 12-es fináléról. Mint a római Università degli Studi Niccolò Cusano hallgatója tagja volt a 2013-as kazanyi universiadén versenyző olasz egyetemi csapatnak, ahol 1 méteren és 3 méteren egyaránt a 11. helyen végzett. Csapatversenyben – egymaga alkotva az olasz csapatot – szintén a 11. helyen zárt.

## Eredmények
| Sportesemény                   | Versenyszámok | Versenyszámok | Versenyszámok | Versenyszámok | Versenyszámok |
| Sportesemény                   | 1 m           | 3 m           | 3 m szinkron  | 10 m torony   | 10 m szinkron |
| ------------------------------ | ------------- | ------------- | ------------- | ------------- | ------------- |
| 2006-os olasz nyári bajnokság  |               |               | –             |               | –             |
|                                |               |               |               |               |               |
| 2007-es junior-Eb              | 8.            | 9.            |               | –             | –             |
| 2007-es olasz nyári bajnokság  |               |               | –             | –             | –             |
|                                |               |               |               |               |               |
| 2008-as olasz nyári bajnokság  |               | 6.            | –             | –             | –             |
| 2008-as junior vb              | –             | –             | 8.            | –             | –             |
|                                |               |               |               |               |               |
| 2011-es madridi Grand Prix     | –             | 12.           | –             | –             | –             |
|                                |               |               |               |               |               |
| 2012-es rostocki Grand Prix    | –             | 21.           | 11.           | –             | –             |
| 2012-es bolzanói Gran Prix     | –             | 14.           | 5.            | –             | –             |
|                                |               |               |               |               |               |
| 2013-as olasz fedett bajnokság |               | 7.            |               | –             | –             |
| 2013-as olasz nyári bajnokság  | 6.            | 4.            |               | –             | –             |
| 2013-as mű- és toronyugró-Eb   | 15.           | –             | 5.            | –             | –             |
| 2013. évi nyári universiade    | 11.           | 11.           | –             | –             | –             |
|                                |               |               |               |               |               |
| 2014-es rostocki Gran Prix     | –             | 24.           | 6.            | –             | –             |
| 2014-es San Juan-i Gran Prix   | –             | –             | 9.            | –             | –             |

Csapatversenyeken
| Sportesemény                        | Partnere | Eredmény |
| ----------------------------------- | -------- | -------- |
| 2013. évi nyári universiade, Kazany | –        | 11.      |